# 대전 이슬람 센터
대전 이슬람 센터(ICD; 틀:Ko-hhrm)는 2006년 12월에 설립되었으며 대한민국 대전광역시 유성구에 위치한다. 한국과학기술원 (KAIST), 정보통신대학, 충남대학교를 포함하는 삼각형의 한가운데에 있다. 가장 가까운 대전 도시철도역은 월평(KAIST)이다.

## 배경
- 2006년 12월, 한국이슬람교중앙회(KMF)의 도움과 대전 이슬람 신도들의 기부로 유성구 궁동의 임대층에 ICD가 설립되었다.
- 2006년 12월 29일, 이드 알피트르의 첫 이드 예배가 드려졌다.
- 2007년 1월, 첫 임시 자원봉사자 협의회가 구성되었고, 회장 선거가 진행되었다.
- 2007년 1월, ICD 헌법이 공포되었다.
- 2007년 1월, 토요일 이슬람 학습 서클이 설립되었다.
- 2007년 6월, KMF와 무슬림 국가 대사들의 공식 개관식이 열렸다.
- 2008년 1월, ICD에서 할랄 육류를 구할 수 있게 되었다.
- 2008년 6월, ICD에서 모든 종류의 할랄 음식을 구할 수 있게 되었다.
- 2009년 7월, 제1차 헌법 개정안이 공포되었다.
- 2009년 8월, 제2차 임시 자원봉사자 협의회가 구성되었고, 회장 선거가 진행되었다.
- 2009년 9월 27일, 인도네시아 무슬림 공동체(IMNIDA)에 의해 대전광역시 시내의 임대층에 ICD 지부가 설립되었다.
- 2009년 12월, 제2, 3, 4차 헌법 개정안이 공포되었다.
- 2010년 8월, 무슬림 아동을 위한 이슬람 학교가 설립되었다.
- 2010년 12월, 제3차 임시 자원봉사자 협의회가 구성되었고, 회장 선거가 진행되었다.
- 2010년 12월, ICD 헌법 제5, 6, 7차 개정안이 공포되었다.
- 2011년 5월, 알-후다 이슬람 협회(등록)의 도움으로 영구 마스지드 건물 계약이 체결되었다.
- 2011년 10월, 이슬람 센터 건물에 대한 전액 지불이 완료되었다.
- 2011년 12월, 지하 전체 리노베이션과 2층, 3층의 임시 리노베이션을 포함한 1단계 리노베이션이 완료되었다.
- 2011년 12월, 1단계 리노베이션 완료 후 12월 12일 이슬람 센터가 영구 건물로 이전했다.

## 활동
ICD의 관리는 소위원회로 나뉘어 있다. 그중 일부에서 수행하는 업무는 다음과 같다.
- 회장 (이슬람 센터 아미르)
- 사무총장 (이슬람 센터 관리 감독관)
- 행사 서비스 및 관리팀 (이슬람 센터에서 개최되는 모든 행사를 조직하고 관리하는 책임)
- 재무위원회 (임대 모스크 운영, 영구 모스크 기부금 모금 등)
- 다와 위원회 (매일 예배, 주마 예배, 라마단 타라위흐 예배, 이티카프 (إعتكاف), 주말 다르스, 도서관, 월례 밤, 연례 대회, 환영/송별회, 라마단 이프타르, 아랍어 수업, 주말 축구)
- 서비스 위원회 (마스지드 관리 및 유지보수, 행사 오락)
- 할랄 음식 서비스 (대전 무슬림 공동체에 할랄 음식 제공)

## 현재
ICD는 대전에 영구 모스크를 위한 부지를 확보했다. 대전 이슬라믹 센터(ICD/대전 모스크)는 개조된 주거 건물을 차지하는 여러 층으로 이루어진 비교적 큰 모스크이다. 이맘인 에산울라 미르자 박사가 상주하며, 매일 다섯 번의 공동 예배가 드려지고, 결혼식 주례, 상담 제공, 이슬람 교육, 이슬람 이해 지원 등 다른 사회적 필요도 충족된다. 2층에는 여성을 위한 전용 공간도 있다.

## 같이 보기
- 한국의 이슬람교
- 대한민국의 모스크 목록